# (23338) 2809 P-L
(23338) 2809 P-L est un astéroïde de la ceinture principale d'astéroïdes découvert en 1960.

## Description
(23338) 2809 P-L a été découvert le 24 septembre 1960 à l'observatoire Palomar, situé au nord de San Diego en Californie, par Cornelis Johannes van Houten, Ingrid van Houten-Groeneveld et Tom Gehrels.

### Caractéristiques orbitales
L'orbite de cet astéroïde est caractérisée par un demi-grand axe de 2,87 ua, un périhélie de 2,72 ua, une excentricité de 0,05 et une inclinaison de 2,03° par rapport à l'écliptique. Du fait de ces caractéristiques, à savoir un demi-grand axe compris entre 2 et 3,2 ua et un périhélie supérieur à 1,666 ua, il est classé, selon la JPL Small-Body Database, comme objet de la ceinture principale d'astéroïdes.

### Caractéristiques physiques
(23338) 1960 P-L a une magnitude absolue (H) de 14,9 et un albédo estimé à 0,057.